# 사무카와노아마
사무카와노아마/사무카와니(일본어: 寒河尼/寒川尼 さむかわのあま/さむかわに[*], 호엔 3년 (1137년) - 안테이 2년 2월 4일 (1228년 3월 11일))는 헤이안 시대 말기부터 가마쿠라 시대 초기에 살았던 여성이다. 핫타 무네츠나의 딸이자 핫타 토모이에의 누나이다. 시모츠케국의 호족 오야마 마사미츠의 후처로, 유우키 토모미츠의 어머니이다. 미나모토노 요리토모의 유모 일도 하였다. 본명은 알려지지 않았다. 『아즈마카카미(吾妻鏡)』에서 "寒河尼"라고 표기되어 있다. 사무카와군 외에도 지토로서 보임된 지역인 아지토쿄 (오야마시 아지토(網戸))에서 아지토니(網戸尼)라고도 칭해졌다.

## 생애
우츠노미야씨나 오다씨의 시조 핫타 무네츠나의 딸로, 교토에서 태어났다고 보여진다. 뇨보로서 코노에 천황을 섬긴 경력을 가지고 있었다고 한다 (『노사잡담(老士雑談)』). 요리토모의 유모 중 한명이 되었고, 이윽고 오야마 마사미츠의 후처가 되었다고 보여진다.
지쇼 4년 (1180년) 8월의 요리토모에 의한 반헤이시의 거병 때, 오반야쿠로 당주 마사미츠가 교토에 있었기 때문에, 사무카와노아마는 10월에 당시 14세의 총애하는 막내 아들 토모미츠를 동반해서 무사시국 스미다주쿠의 요리토모의 숙소를 방문했다. 사무카와노아마는 요리토모와 지나간 이야기를 하면서, 막내를 측근으로서 봉공시키고 싶다고 부탁해, 요리토모는 스스로 에보시오야가 되어 원복시키고, 막내아들은 오야마 시치로 무네토모로 칭했다 (후에 토모미츠로 개명). 남편이 부재 중에는 아내가 그 권한을 관장하는 것이 관습이었으며, 사무카와노아마의 행동으로 인해 시모노국 최대 무사단 오야마씨가 요리토모 측을 맡게 되었으며, 이는 키타사카히가시 무사단의 거취에 결정적인 영향을 준 것으로 보인다. 주에이 2년 (1183년) 2월, 오야마씨의 참전에 의해, 요리토모 측은 노기미야 전투에서 승리했다.
분지 3년 (1187년) 12월, 사무카와노아마는 "여성이라고 해도, 큰  공이 있는 자"로서 시모츠케국 사무카와군 및 아지토쿄의 지토직에 임명되어 여성 지토가 되었다. 두 지역은 오야마에 인접해있으나, 더 이전에 오야마씨가 지배했음을 뒷받침할 증거가 없는 점과, 단순한 소령 안도로는 "큰 공"에 적합하지 않아, 신은에 의한 소령이었던 것으로 보여진다.
안테이 2년 (1228년), 91세 나이로 사망했다. 묘소는 쇼넨지 (오야마시 아지토)에 있다.

## 같이 보기
- 오야마씨
- 미나모토노 요리토모